# Wiązak
Wiązak – nieoficjalna nazwa przysiółka wsi Zimne Zdroje w Polsce położonego w województwie pomorskim, w powiecie starogardzkim, w gminie Osieczna.
Miejscowość położona jest w kompleksie leśnym Borów Tucholskich.
W latach 1975–1998 miejscowość administracyjnie należała do województwa gdańskiego.